# CRAZY COCO
CRAZY COCO（クレイジーココ、1986年9月6日 - ）は、日本のお笑い芸人。吉本興業所属。

## 来歴
子供の頃はダンスを習い文化祭にて頻繁にステージへ立ったり、友人の結婚式の余興に参加するなど人を楽しませることに快感を覚えるようになった。
流通科学大学在学時、1年間休学しオーストラリアへ10か月間の留学を経て英語をマスター。大学卒業後の就職先は英語力を活かすべくタオル商社へ入社。しかし英語圏ではなく中国担当にされるという不本意な事態となるも、数年は勤続しなければ転職に不利だと考えて3年間勤務する。
3年後、転職を考えていたタイミングで友人からエミレーツ航空のキャビンアテンダント募集を紹介され応募するも、不合格だった。当初はCAになりたい気持ちは然程なかったが、負けず嫌いな性格から再挑戦を決める。前職を続けながら約6か月間キャビンアテンダント予備校の夜間クラスに通い、再度の受験でようやく合格。27歳の時点でエミレーツ航空にキャビンアテンダントとして転職した。4年半勤めるもキャリアとしては35歳が節目だと感じたことや、病気を患っていた母親の体調を気遣い2021年に同社を退職。
その後は東京にて英語学習コンサルタントや総合商社での海外営業などを経験し、建設業で働く外国人など特定技能生就労サポートに従事した。しかし同年7月、新型コロナウイルスに罹患し病床で「このまま本当にやりたいことをやらずに、死んでいくのは嫌だな」との思いから脱サラした。
大阪出身であることから、NSCもしくは松竹芸能養成所に通うつもりだったが、自身の年齢を考慮して断念。そこで「お笑いタレント 芸人 なり方」と検索したところ、『女芸人No.1決定戦 THE W』のエントリーサイトを目にする。偶然にも1回戦のエントリー期間中（1回戦は動画審査）だったため8月の退院後に動画を送り、当時アマチュアながら最終的に準決勝まで進出。予選でのネタを観た吉本興業のマネージャーからスカウトされ、2022年3月1日を以て同事務所へ所属。養成所には通わず、プロの芸人としてデビューした。

## 芸風
主に「東京キャビンアテンダントと大阪キャビンアテンダントの違い」など、自身の経歴及び実体験を活かしたあるあるネタを交えた漫談。ネタ中には自身の得意な英語を取り入れることもある。

## 人物
- 趣味は旅行、ヨガ、料理。
- 足のサイズは右26〜26.5 cm、左27 cm。
- 特技はダンス、外国人とすぐ仲良くなること、大豆ミート料理作り。
- 子どものころは「大人になったら吉本入りやー」と言われるほどのユーモラスな人柄だった[9]。吉本新喜劇や『ダウンタウンのごっつええ感じ』『ワンナイR&R』『めちゃ×2イケてるッ!』『笑う犬の冒険』などのお笑い・バラエティ番組を観て育ったという[9][11]。
- キャビンアテンダント時代、長ければ10時間に及ぶフライトも多々ある勤務の最中で「普通に働いてもおもんない」からとして同僚と考案した、白目を剥いたまま機内食を提供できるか競う「白目でサービスしてバレるかバレないかゲーム」を実践したことがあった。そうした振舞いもあり、同乗した外国人から「お前みたいな日本人には会ったことがない」と言及され、同僚からは「クレイジージャパニーズ」と称された[11]。先述のあだ名は芸名の由来となっている。COCOは、本名である徳子（のりこ）が外国人には馴染みがなく覚えやすいよう、自ら「ココ・シャネルのココ」「ココナッツのココ」と自己紹介していたことによる[5]。
- 大学を1年間休学して赴いたオーストラリア留学中にホームステイしている。その際に通った語学学校のおかげで流暢な英語を話せる[6]。
- ペスカタリアンである。以前は肉を好んでいたが高級焼肉での会食中に出たアレルギー反応のためしばらく食べるのを控え、その時期にNetflixで配信していた『WHAT THE HEALTH（英語版）』『The Game Changers（英語版）』を鑑賞して肉を一切受け付けなくなった[4]。
- 活動拠点は大阪だが劇場や舞台でライブに参加せず、主にインスタライブや自身のYouTubeチャンネルにネタを上げながら活動を展開している。その理由として、ライブのエントリーに必要なプロフィール登録完了の反映にタイムラグがあったためエントリー可能なライブが無かったこと（吉本以外の地下ライブなどから誘いもあったが、コンプライアンス的に大丈夫か否か自身では判断できず断っていた）、離れて暮らす母親や世界中にいるキャビンアテンダント時代の友人も観られるようにしたいことの2つを挙げ、テレビやSNSでの活動に力を入れている[9]。事務所側からは当初、自社劇場で行うライブ活動で注目を集めたのちテレビ出演へ移行という標準的ルートを提案された。しかし、テレビ出演まで数年を要するとして舞台出演の代わりにSNSを駆使した活動でファンを獲得するという案でマネージャーを説得し、舞台にはほとんど立たずに活動している[3]。

## 出演

### テレビ
- 上田と女が吠える夜（日本テレビ）[8]
- アメトーーク!（テレビ朝日） - 2022年9月27日「芸人持ち込み企画プレゼン大会」[12]
- 上田ちゃんネル（テレ朝チャンネル） - 2022年11月17日、第382回[13]
- 踊る!さんま御殿!!（日本テレビ）[14]
- 千鳥のクセスゴ!（フジテレビ）
- そこ曲がったら、櫻坂?（テレビ東京） - 2023年10月30日（第156回）、11月6日（第157回）
- 有吉の壁（日本テレビ） - 2023年11月22日、2024年4月24日
- 太田光のつぶやき英語（2024年1月27日、NHK Eテレ）[15]
- THE突破ファイル（日本テレビ）- 2024年2月8日[16]
- 発信Live ジモトノチカラ!（BSよしもと、2024年7月1日予定 - ）月曜・火曜サブMC
- おはリナ!（TOKYO MX、2024年10月1日 - ）隔週火曜日コメンテーター
- 所さん!事件ですよ 年末SP（NHK総合） - 2024年12月28日

### ラジオ
- TOKYO SPEAKEASY（JFN）※オダウエダと共演。
- 山崎怜奈の誰かに話したかったこと。（2022年11月22日、2023年4月12日、TOKYO FM）トークコーナー「誰かに聞きたかったこと。」ゲスト[17][18]
- SCHOOL OF LOCK!（2023年4月3日 - 2025年3月31日、JFN）COCO教頭

### ネット
- ニューヨーク恋愛市場（Abema）[10]
- ○○のクセがスゴいネタGP（2022年10月13日・27日、11月24日、2023年2月16日 FOD）
- チュート徳井の恋する女のトリセツ（Lemino）第1回、第2回配信 [19]

## 書籍
- 『元CA芸人CRAZY COCOの夢へのフライト直行便』ヨシモトブックス、2024年1月26日。ISBN 978-4-8470-7354-0。